# Frida Edman
Frida Elisabeth Edman, född 21 augusti 1982, är verkställande direktör Göteborgs stadsteater, och tidigare chef över Bokmässan i Göteborg,  marknadschef och lärare.
Frida Edman är uppvuxen i Lysekil. Åren 2001–2006 studerade hon kommunikations- och mediekunskap vid Göteborgs universitet, med kandidatexamen 2006. Edman har även en yrkesexamen som gymnasielärare i historia och mediekunskap. Hon har varit lärare, marknadschef på Lin Education 2011–2013, arbetat med processordning och utbildning på Göteborgsregionens kommunalförbund och började på Bok & Bibliotek i Norden AB som affärsutvecklingschef och ansvarade sedan för mediebranschens mötesplats "Mediedagarna i Göteborg" från 2013. Hösten 2017 blev hon chef för Bokmässan i Göteborg.
Frida Edman återkommer på Göteborgs-Postens Maktlista. Hon tog initiativ till att Göteborg skulle ansöka om att bli en UNESCO City of Literatur och Litteraturpolitiskt Toppmöte som äger rum varje år i Göteborg. 2022 erhöll Frida Edman Göteborg stads förtjänsttecken. I mars 2025 utsågs Edman till ny VD för Göteborgs stadsteater. 